# 国鉄ワム90000形貨車
国鉄ワム90000形貨車（こくてつワム90000がたかしゃ）は、日本国有鉄道（国鉄）が製作した 15 t 積の二軸有蓋車である。
本形式からの派生形式であるポム1形についても本項目で解説する。

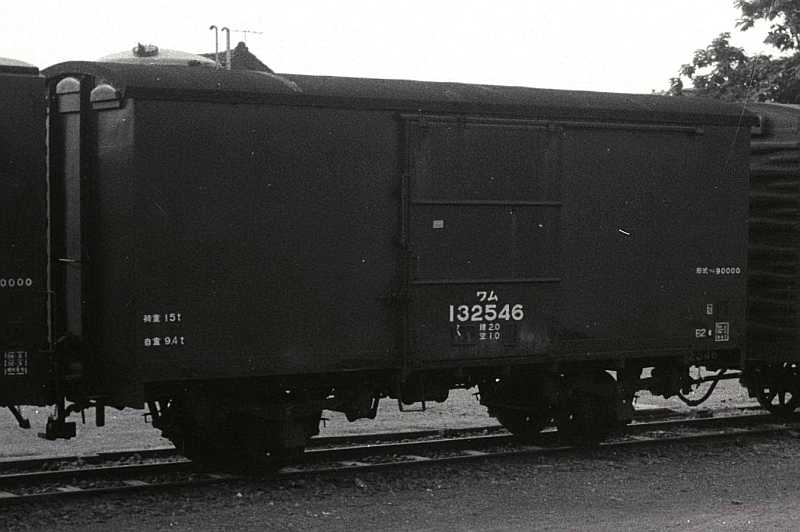
ワム90000形 ワム132546。ワム23000形からの改造車で、ドアにリブのある一般的なタイプ。

## 概要
昭和20年代後半から貨車（特に二軸車）の速度向上のため研究を重ねた結果、1952年（昭和27年）の実験でばね吊り装置を二段リンク式にすることでこれまでより高速時の安定性が取れることが判明したため、翌年から標準形有蓋車として1938年から大量製作されていたワム23000形を名古屋工場で150両二段リンク化した際に新形式としてワム90000形式と付けられたのが始まりである。なお、番号が90000番台と大きくなった理由は「9」が試作の意味だからと言われている。
製造初年は1953年（昭和28年）で、ワム90000形としての新製は翌1954年（昭和29年）から開始され、1958年（昭和33年）まで製作された。

床面高は1,090 mm、床面積は15.9 m2、走行装置は平軸受に12 t 長軸を使用しており、側面に片開き 1,700 mm の荷扱い用扉をもち、戦後の国鉄有蓋車の代表形式であるが、やがて国鉄の有蓋車は1958年（昭和33年）から製作されたワム70000形など、両開き扉を持ち近代的荷役に対応する形式に移行した。

## 分類
ワム90000形は番号別に大きく分けると90000番台4,335両（ワム90000 - ワム94334）と123000番台14,672両（ワム123000 - ワム131809, ワム132000 - ワム133599, ワム135000 - ワム140534。欠番あり）に分かれ、前者は基本的に昭和28年以降の新製車であるのに対して、後者は昭和13年度からワム23000形として製作された車両を二段リンク改造した際に原番号に100000（十万）をプラスしてワム90000形に編入したものである。

### 90000番台
90000番台は基本的に新造車であるが、ワム23000形やトキ900形、ワム50000形からの改造車が一部ある。

#### ワム23000形からの初期改造車
1954年に初のワム90000形となったワム23000の二段リンク初期改造車グループで、90000 - 90149の150両が該当する。

#### 新造車
1954年以降にワム90000形として新造されたグループで、90150 - 90874、91175 - 91774、92225 - 93274、93765 - 94334が該当する。

#### トキ900形からの改造車
国鉄工場でトキ900形からワム90000形に改造されたグループで、90875 - 91174、91825 - 92224が該当する。

#### ワム50000形からの改造車
国鉄工場においてワム50000形をワム90000形に改造したグループで、91775 - 91824、93725 - 93764が該当する。

### 123000番台
123000番台は全車がワム23000形からの改造車で、元番号に100000が足されている。戦争激化による製造中止や番台区分、初期の改造による90000番台への改番、ワム23000形から二段リンク式改造を受けずに廃車など理由で番号が一部抜けている。

#### 戦前・戦中・戦後初期新造車（元23000番台）
種車のワム23000形のうち23000 - 29997は戦前製、29998 - 31804は戦後製である（いずれも欠番あり）。戦前戦中製造の内23000 - 28680までは連番だが、戦中製造されたものは製造工場によっては戦争激化で割り当てられてた車両が製造中止になっている。また戦後増備車も1946年 - 1951年製造の29998 - 31804には欠番があるので23000 - 31804の合計台数は8170両しかない。
なお、ドアに横2本のリブのあるのが外見上の特徴であるが、ワム23000形の初期のものはこのリブがないため、この時期製造の車両を改造したものはリブがない。後日番号をつけなおした車両が存在するため、戦後再生産組の番号（29998番以後）でもドアにリブのないものもある。

#### 戦後のトキ900形改造車（元32000番台）
戦後の1950年 - 1952年にトキ900形からワム23000形に改造（実質は部品流用）されたグループ（1,600両）は、32000番台の32000 - 33599に区分された。ワム23000形になったものは車軸を長軸の物を用意したもののみ、トキ900の短軸をそのまま使った車両はワム2000形になっている。

#### 戦後新造車（元35000番台）
上記のトキ900形改造車と同時期の1951年 - 1954年にワム23000形として新製された増備車は35000番台となり、35000 - 40534の5535両となっている。

### 年度別製造数
各年度による製造会社（改造所）と両数は次のとおりである。
- 昭和28年度 - 150両
  - （名古屋工場） 150両 ワム23000形よりの改造（ワム90000 - ワム90149）
- 昭和29年度 - 1,025両
  - 新製車 725両（ワム90150 - ワム90874）
  - （新津工場） 100両 トキ900形よりの改造（ワム90875 - ワム91174）
  - （長野工場） 100両 トキ900形よりの改造（同上）
  - （名古屋工場） 100両 トキ900形よりの改造（同上）
- 昭和31年度 - 1,050両
  - 新製車 600両（ワム91175 - ワム91774）
  - （名古屋工場） 50両 ワム50000形よりの改造（ワム91775 - ワム91824）
  - （新津工場） 150両 トキ900形よりの改造（ワム91825 - ワム92224）
  - （長野工場） 200両 トキ900形よりの改造（同上）
  - （名古屋工場） 50両 トキ900形よりの改造（同上）
- 昭和32年度 - 1,540両
  - 新製車 1,500両（ワム92225 - ワム93724）
  - （名古屋工場） 40両 ワム50000形よりの改造（ワム93725 - ワム93764）
- 昭和33年度 - 570両
  - 新製車 570両（ワム93765 - ワム94334）
- 昭和34年度 - 917両
  - （旭川工場） 55両 ワム23000形よりの改造
  - （五稜郭工場） 51両 ワム23000形よりの改造
  - （盛岡工場） 30両 ワム23000形よりの改造
  - （土崎工場） 160両 ワム23000形よりの改造
  - （郡山工場） 50両 ワム23000形よりの改造
  - （新津工場） 91両 ワム23000形よりの改造
  - （新小岩工場） 70両 ワム23000形よりの改造
  - （大宮工場） 45両 ワム23000形よりの改造
  - （長野工場） 120両 ワム23000形よりの改造
  - （浜松工場） 50両 ワム23000形よりの改造
  - （高砂工場） 38両 ワム23000形よりの改造
  - （多度津工場） 143両 ワム23000形よりの改造
  - （幡生工場） 14両 ワム23000形よりの改造

## 特筆車両

### 空気ばね試験車
昭和32年8月、ワム91665に大宮工場で試験的に空気ばねを取り付けたがその後二段リンクに戻された。

### 簡易冷蔵車
冷蔵車不足を解消しようと普通有蓋車のワム92551・92552に保冷性能を施したが中途半端に終わった。記号は「レ」を形式記号前に記した「レワム」となっていた。

### 鋼板屋根車
ワム90000形は通常屋根が木造に防水布だが、ワム133170 - 133174の5両のみ試験的に屋根まで鋼板を試用。構造は1両ずつ異なっており、例としてワム133174は張り上げ屋根だが、同じ張り上げ鋼板屋根の鉄製有蓋車達と異なり、普通の有蓋車であるため通気口が妻面にあり側柱は内側にある。

## 運用
1955年（昭和30年）8月より本形式車中250両が、だいだい色の帯線、「急行便」の標記が行われ、ワキ1形、ワキ1000形とともに急行貨物列車に運用された。1959年（昭和34年）1月31日より急行便表示のある車（1958年（昭和33年）11月末日現在1,798両）に対して記号番号表記は特殊標記符号「キ」（急行）を前置し「キワム」と標記した。
1969年（昭和44年）3月末での両数は18,790両であった。1986年（昭和61年）に形式消滅した。

## 派生形式

### ポム1形
15 t 積み陶器車で、1958年（昭和33年）から1965年（昭和40年）にかけて、192両（ポム1 - ポム192）が製造された。大半はワム90000形の改造車であるが、最初からポム1形として新製されたものも存在する。車内に取外し可能な棚などを追加した以外はワム90000形と同一で、標記以外外観上の差異はない。
主に名古屋鉄道管理局内の貨物扱い駅の常備とされ、名古屋地区を中心に運用されたが、1986年（昭和61年）までに全車が廃車となった。

### 秩父鉄道ワム700型
秩父鉄道に存在した同型車で、ときには国鉄線への乗り入れもあった。

### 台鉄15C8000形
鋼板屋根化、台湾仕様により短軸、下作用式自動連結器以外、ワム90000形の同型車両。